# Boitumelo Mafoko
Boitumelo Mafoko (Mahalapye, 11 febbraio 1982) è un ex calciatore botswano, di ruolo difensore.

## Carriera

### Club
Ha giocato nel campionato botswano ed in quello sudafricano.

### Nazionale
Ha esordito con la Nazionale nel 2006.

## Palmarès

### Club

#### Competizioni nazionali
- Premier League: 1

Township Rollers: 2005
- FA Challenge Cup: 1

Township Rollers: 2005
- Orange Kabelano Charity Cup: 2

Township Rolelrs: 2004, 2006